# Добри поличби
Добри поличби: Правите и акуратни предсказания на Агнес Нътър, Вещица е фантастичен роман, написана съвместно от Тери Пратчет и Нийл Геймън.
Книгата е комедийна пародия на филма от 1976 г. „Поличбата“ (на английски: The Omen), както и на други книги и филми в този жанр, разказваща раждането на сина на Сатаната, наближаващия Апокалипсис и опитите на ангела Азирафел и демона Кроули да предотвратят края на света, който и двамата след дълги години са започнали да харесват. Второстепенната сюжетна линия включва събирането на четирите конника на Апокалипсиса – Война, Глад, Замърсяване (Епидемия, пенсионирал се след откриването на пеницилина през 1936 г.) и Смърт.

## Кратко резюме
Внимание:  Текстът по-долу разкрива сюжета на произведението (или части от него)!
Идва края на света, Апокалипсисът наближава, Последният съд ще връхлети човешката раса. Това е неприятна изненада за Азирафел (ангел от Райската градина) и за неговия опонент и стар приятел демонът Кроули (змията, изкушила Ева да изяде ябълката), които в течение на годините са привикнали към удобния си живот на земята и са започнали да харесват хората. Двамата решават да наглеждат Антихриста, предопределен да се роди в семейството на виден американски дипломат, живеещ в Англия, за да не може той да направи избор между Доброто и Злото, и по този начин да спасят земята.
За нещастие обаче, поради смяна на бебетата при раждане, се оказва, че Антихристът не е Уорлок, синът на американския дипломат, а Адам, обикновено момче, израснало в семейството на двама англичани, непредполагащо за силите, които притежава. Така започва една епична надпревара, чиято крайна цел е да откриеш Адам. Четирите мотоциклетиста на Апокалипсиса се събират и „Правите и акуратни предсказания“ на Агнес Нътър, пророчица от 17 век, започват да се сбъдват.
Агнес Нътър е най-точната пророчица, живяла някога. Нейната книга е колекция от предсказания, но не се продава много добре, защото те са незабележителни, неразгадаеми и прекалено иронични. Всъщност Агнес решава да публикува книгата, само за да получи безплатно копие като неин автор. Има останало само едно копие от тази книга и то принадлежи на нейната потомка Анатема Дивайс. Агнес била изгорена на клада, но тъй като тя е предвидила огнената си смърт и е скрила 80 фунта барут и 40 фунта пирони във фустата си, всички участници в нейното изгаряне били убити на място.
В края Анатема се обединява с Нютон Пълсифър, потомък на мъжа, изгорил Агнес, за да намерят Антихриста с помощта на предсказанията. Това е нещото, което всички останали се опитват да направят. А времето изтича.

## Издания на български език
- 2003 – „Добри поличби“ – изд. Прозорец, ISBN 954-733-130-2

### Преводи
1. Добрые предзнаменования (Руски)
2. Dobrá znamení (Чешки)
3. Hoge Omens: de oprechte en secure voorspellingen van Agnes Nutter, een heks (Холандски)
4. Head ended (Естонски)
5. Hyviä enteitä eli Agnes Nutterin hienot ja oikeat ennustukset (Финландски)
6. De bons présages (Френски)
7. Ein gutes Omen (Немски)
8. Elveszett Próféciák (Унгарски)
9. Dobry Omen (Полски)
10. Belas Maldições: As Belas e Precisas Profecias de Agnes Nutter, Bruxa (Бразилски португалски)
11. Bons Augúrios (Португалски)
12. Buenos Presagios, las buenas y ajustadas profecias de Agnes la Chalada, profetisa (Испански)
13. Goda Omen (Шведски)
14. Dobra predskazanja (Сръбски)
15. בשורות טובות: נבואותיה הנחמדות והמדויקות של אגנס נאטר, מכשפה (Иврит)
16. 멋진 징조들 (Корейски)
17. 好兆头 (Китайски)
18. Buona Apocalisse a tutti! (Италиански)
19. Bir Kıyamet Komedisi (Турски)